# CNN Norge
CNN Norge (CNN Noruega) fue un servicio web que operó en Noruega entre 1998 y 2001 por el periódico noruego Verdens Gang en nombre de la cadena estadounidense CNN, a través de un joint venture. A través del dominio "cnn.no" publicaba noticias y artículos de diversos temas tanto del periódoco Verdens Gang (principalmente) como de la CNN International pero traducidos al idioma noruego. La sede de CNN Norge estaba en Oslo y la mayoría de los editores eran los mismos que del periódico. Morten Øverbye fue su director. CNN decidió poner fin a su cooperación en el año 2001. 
También hubo un servicio similar en Suecia bajo el nombre de CNN Sverige, que estaba disponible a través de otro sitio web y que también se interrumpió en el 2001.